# Melkschuit

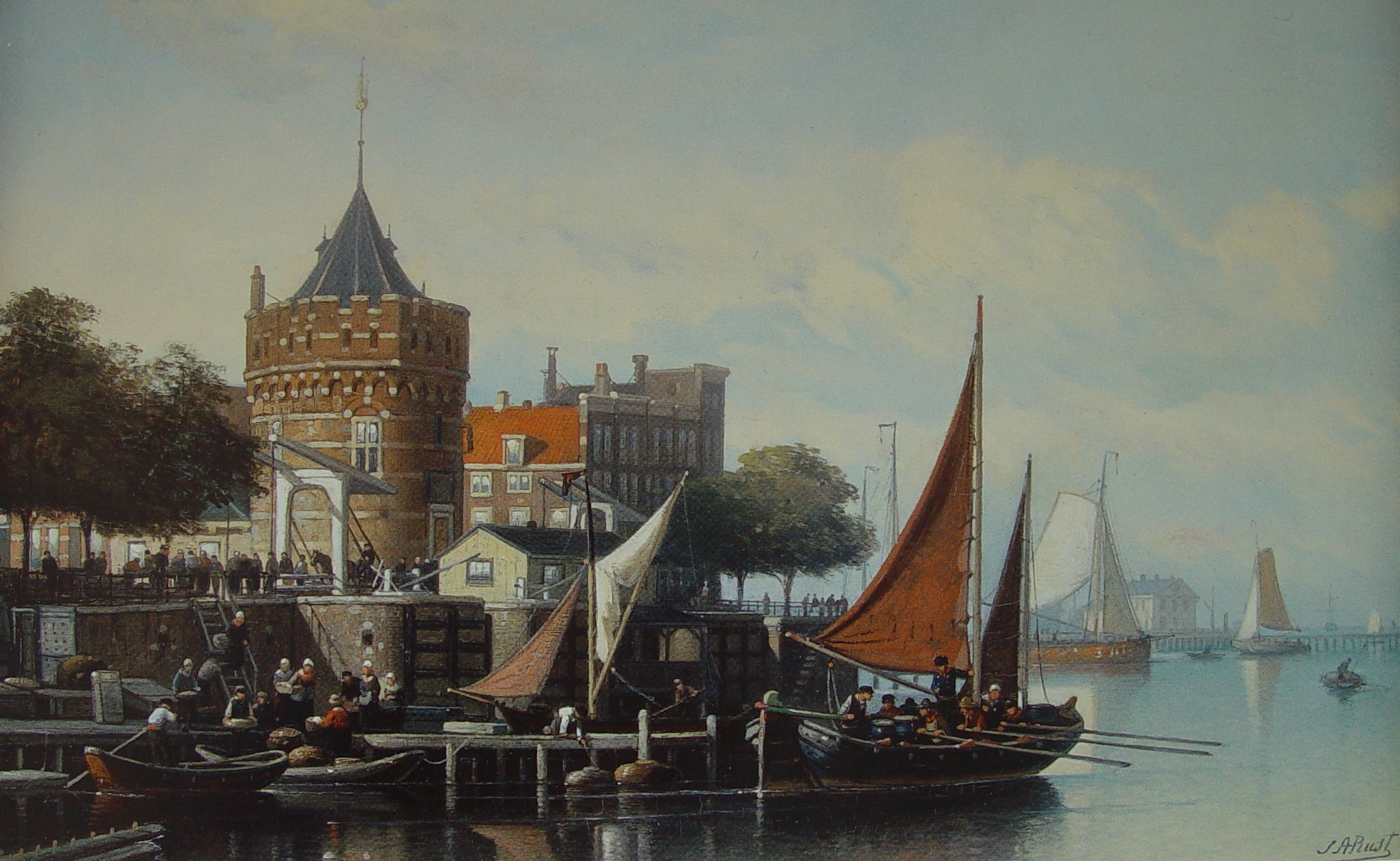
Havengezicht in Amsterdam met Schreierstoren en Waterlandse melkschuit, schilderij uit circa 1890 van J.A. Rust (1828-1915)

Een melkschuit is een scheepstype, speciaal voor het vervoer van vaten met melk. 

## Waterlandse Melkschuit
De Waterlandse melkschuit is verwant aan de punter. Het schip heeft twee masten met driehoekige zeilen en werd bij voorkeur gezeild. De masten zonder stagen (ook wel steekmasten genoemd) konden, met zeil en al, snel gestreken worden om onder bruggen door te kunnen. Er kon bij windstilte of tegenwind ook geroeid worden, met plaats van vier tot zes roeiers.
Er waren kleine en grote melkschuiten in de vaart. De grootste waren tot 10 meter lang en hadden een draagvermogen van wel 2000 liter melk. Ze werden als platbodem met spanten en overnaadse planken opgebouwd uit eikenhout op werven in Durgerdam, Nieuwendam of langs de Zaan. Ze waren geschikt voor binnenwater en binnenzee met stevige golfslag. De Waterlandse melkschuit moest het IJ oversteken. Het IJ stond vroeger in open verbinding met de Zuiderzee en die weer met de Noordzee. Het kon er behoorlijk spoken.

## Melk van Waterland naar Amsterdam

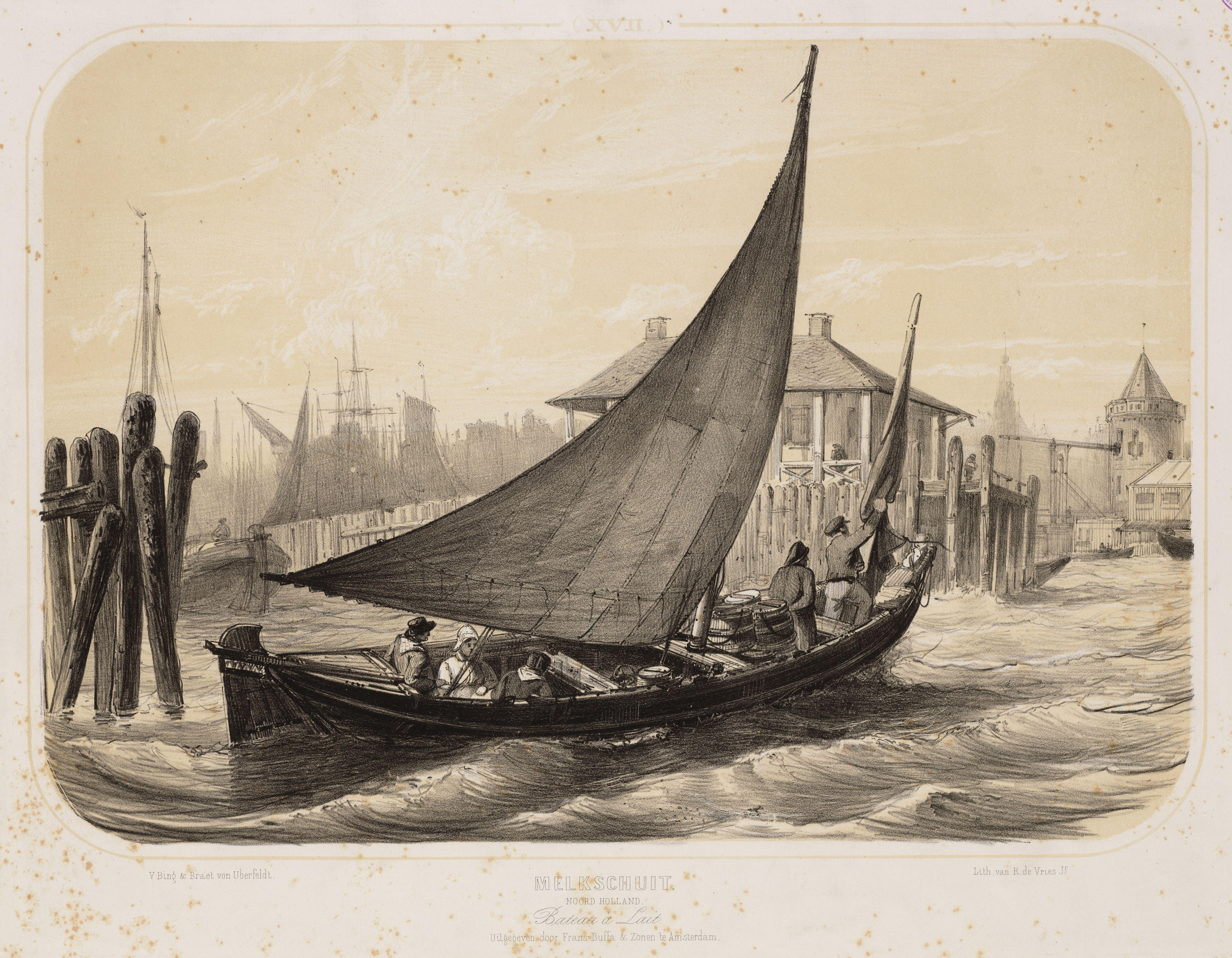
Waterlandse melkschuit op het IJ bij Amsterdam, tekening uit 1839 van Jan Braet von Uberfeldt, collectie Stadsarchief Amsterdam

De Waterlandse melkschuit werd van de 17e eeuw tot de 20e eeuw gebruikt om vaten verse melk en karnemelk uit het zuidelijk deel van Waterland onder andere via de sluis van Nieuwendam te transporteren naar Amsterdam. De dorpen Oostzaan, Landsmeer, Broek in Waterland, Watergang, Schellingwoude, Zunderdorp en Ransdorp hadden een of meer melkschuiten in de vaart. Het transport moest snel want de melk mocht niet bederven. De melk werd eenmaal in Amsterdam aangekomen, meteen verkocht. Veelal voeren melkmeisjes mee, die ook roeiden als dat nodig was. Zij verkochten de melk rechtstreeks huis-aan-huis. De boeren werkten samen in compagnieën om gezamenlijk een melkschuit te exploiteren. De laatste melkschuit verdween in 1909; waarschijnlijk op gestookt in een hout kachel. Het vervoer van melk ging daarna met hondenkarren en later met paard en wagen naar de veerpont over het IJ.

## Waterlandse Melkschuit nagebouwd
In 2013 en 2014 is een replica van de Waterlandse melkschuit gemaakt. Deze is gedoopt door de burgemeesters uit Waterland en Amsterdam en kreeg toen de naam Jacob van Zalinge. Van Zalinge was melkveehouder en dichter in Zunderdorp, die in zijn jeugd de laatste melkschuiten nog heeft gezien en er een gedicht over heeft gemaakt. De thuishaven van melkschuit Jacob van Zalinge is Durgerdam.
Bronnen
- De Waterlandse Melkschuit, (2011) van Anton Wegman
- Langs Waterlandse dorpen, van Jaap Groen in Terugblikken op Waterland (2009, herdruk) van Historisch Centrum Amsterdam-Noord
- Keeshonden en Prinsmannen, Durgerdam, Ransdorp en Holisloot, 1780-1813, (1986) Tom Nieuwenhuis:

Externe link
- Website van De Waterlandse Melkschuit